# Конисбайський сільський округ
Конисба́йський сільський округ (каз. Қонысбай ауылдық округі, рос. Конысбайский сельский округ) — адміністративна одиниця у складі Зерендинського району Акмолинської області Казахстану. Адміністративний центр — село Конисбай.
Населення — 2292 особи (2021; 2033 у 2009, 2089 у 1999, 4178 у 1989).
Станом на 1989 рік існувала Конисбайська сільська рада (села Васильковка, Донгулагаш, Конисбай, селище Гранітний) колишнього Кокчетавського району.

## Склад
До складу округу входять такі населені пункти:
| Населений пункт   | Населення, осіб (1989) | Населення, осіб (1999) | Населення, осіб (2009) | Населення, осіб (2021) |
| ----------------- | ---------------------- | ---------------------- | ---------------------- | ---------------------- |
| Васильковка, село | 606                    | 510                    | 503                    | 529                    |
| Гранітний, село   | 2426                   | 498                    | 515                    | 829                    |
| Донгулагаш, село  | 204                    | 223                    | 224                    | 159                    |
| Конисбай, село    | 942                    | 858                    | 791                    | 775                    |